# جان فانيه
جان فانيه (بالفرنسية: Jean Vanier)‏ (مواليد 10 سبتمبر 1928) هو كندي مؤسس "Communautés de l'Arche"، وهي مؤسسة للاهتمام بذوي الاحتياجات الخاصة المعاقين، كما ساهم في تأسيس جمعية إيمان ونور للهدف ذاته. هو الابن لحاكم كندا العام الجنرال جورج فانيه. ولد في جنيف عندما كان والده يعمل دبلوماسي بسويسرا. في شبابه أثناء الحرب العالمية الثانية خدم في البحرية الملكية البريطانية، ثم في البحرية الكندية برتبة ضابط، وسافر مع عائلته الحاكمة لجنوب أفريقيا. سنة 1964، ومن خلال صداقته بقس يدعى الأب توماس فيليب، بدأ يشعر بالاهتمام بآلام المعاقين جسدياً، وقال أنه شعر بدعوة من الله أن يدعو معه اثنين هما روفائيل سيمي وفيليب سيالارش أن يتركا كل شيء ويشاركانه السكن في بيت في تروسلي بريل في فرنسا، فكان أو وُلدت فكرة «الفُلك» (بالفرنسية: L'Arche)‏ والغرض منه أن يتمكن ذوي الاحتياجات من القيام بدورهم الطبيعي وممارسة حياتهم العادية وأن يكون المعاقين وغير المعاقين معا ليشعروا أنهم جزء طبيعي من المجتمع، وانتشر الفكرة في العالم، مما أدى إلى حصول فانييه حصل على العديد من المكافأت.

## روابط خارجية
- جان فانيه على موقع IMDb (الإنجليزية)
- جان فانيه على موقع الموسوعة البريطانية (الإنجليزية)
- جان فانيه على موقع ميوزك برينز (الإنجليزية)